# CJ5型混合动力动车组
CJ5型混合动力动车组是中车长春轨道客车股份有限公司研发的一款可选择接触网供电、蓄电池供电和内燃机三种动力的动力分散式混合动力动车组。至2017年10月，已有蓄电池-接触网供电（EEMU）和接触网供电-内燃机（DEMU）两种动力制式各一列列车下线并进入上线试验阶段。

## 研发历程

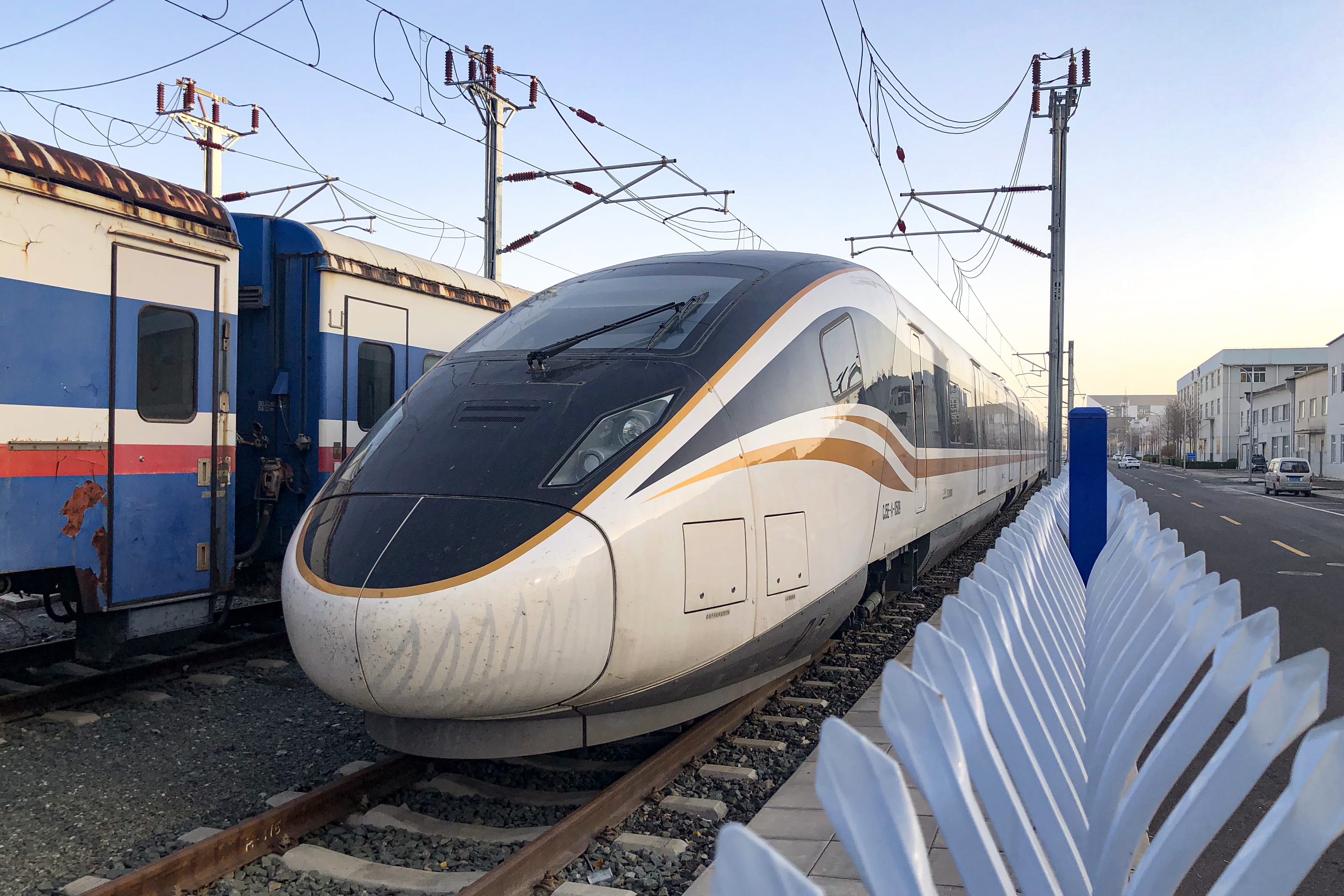
CJ5E-A-0509

2014年1月14日，原中国北车长春轨道客车股份有限公司（现中车长春轨道客车股份有限公司）宣布混合动力动车组投产。
2014年年底，混合动力动车组首批蓄电池-接触网供电（EEMU）和接触网供电-内燃机（DEMU）两种动力制式各一列列车在长春下线。
2016年4月21日，两列列车进入整车型式试验阶段。
2016年6月23日，两列列车开始在北京铁科院环铁试验线开始试验，并且完成了试乘活动。
2017年9月6日，两列列车开始在呼和浩特铁路局管内路段进行上线试验。
2020年7月，使用新头型的CJ5E-A-0509车组运抵北京环铁。
2022年9月，用于西户铁路通勤化改造所使用的CJ5-0506号车运抵西安，作为西户铁路开放试乘运营期间的车辆。运营期间由西安地铁公司临时管理，西户铁路通勤化改造投入运营后，该车长期放置于户县站一侧站台，未予启用。
2023年底，受西安地铁委托，CJ5-0506号车以汽车运输的形式运回中车长客进行改造，改造内容包括拆除受电弓、拆除2车的餐吧区域并改为坐席，同时将运营限速改为100Km/h。同时，CJ5-0505号车也改造为与前者技术规格相同的列车。改造后的0505、0506号车更名为CJ5E-B型，车号分别为XH01、XH02，并于2024年1月底运抵西安，现停放于阿房宫南站旁的存车线处。

## 技术特点

### 动力配置
列车可以选择接触网供电-蓄电池供电、接触网供电+内燃机+蓄电池供电、内燃机-蓄电池供电等不同动力组合。在接触网供电模式下，列车最高运行速度160km/h；而在内燃机/电池供电模式下最高速度为120km/h。车辆为2动1拖设计，两端为带驾驶室的动力车，中部为带受电弓的无动力车。

### 车体
列车车体全长约78米，头车长25913mm，中间车长24500mm。车体宽3300mm，高2250mm。每节车厢侧设有2个塞拉门，驾驶室不另设专用门。

### 涂装
列车采用白色车体和侧边橙色色带，侧车窗亦有与和谐号系列动车组一致的黑色涂装。

### 运用场景
CJ5动车组适用于干线铁路与非电气化支线铁路的跨线运营；距离100km以内，运行时长1小时以内的市域通勤线路；紧急情况下的乘客接驳和救援。

## 编组
目前的CJ5系列动车组采用3节编组，2动1拖。两段为带驾驶室的动力车（Mc），中间为带受电弓的无动力车（Tp）。全车定员279人。
CJ5E系列動车组采用4节编组，2动2拖。
| CJ5E-A（4節幹線蓄電池樣車） |   |            |          |          |                                                  |
| 不適用                      | 1 | 0509       | 不適用   | 不適用   | 樣板車                                           |
| CJ5E-B                      |   |            |          |          |                                                  |
| 西安地铁                    | 2 | XH01、XH02 | 阿房宫南 | 西户铁路 | 原样板车0505、0506，经改造后计划用于西户铁路运营 |

## 运用情况

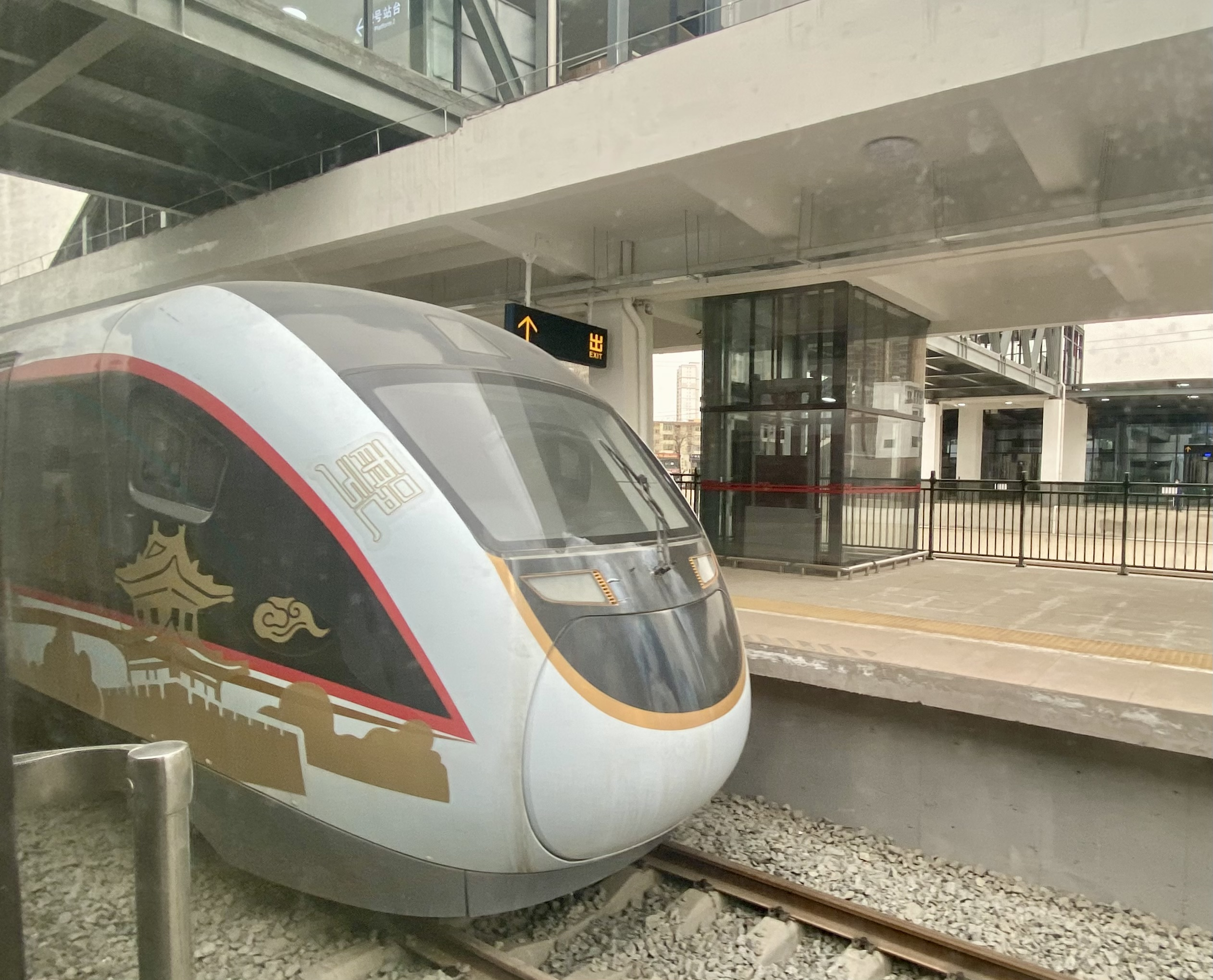
投入西户铁路运营的CJ5-0506

CJ5型动车组仅制造CJ5-0505、0506、0508、0509四列样板车。除0505、0506在试验后经改造更名为CJ5E-B型，并即将担当西户铁路运营车辆之外，另两组样板车目前下落不明。